# 橋本明
橋本 明（はしもと あきら、1933年5月24日 - 2017年8月13日）は、日本のジャーナリスト､評論家。
上皇明仁の「ご学友」として、様々なメディアから皇室の諸問題に関する意見を求められることが多かった。
大日本麦酒の常務を務めた橋本卯太郎の孫で、内閣総理大臣を務めた橋本龍太郎や高知県知事を務めた橋本大二郎は父方の従弟である。

## 人物・来歴
神奈川県横浜市に検事・橋本乾三と千代の次男として生まれる。
1940年4月学習院初等科に入学。以後大学まで学習院で学ぶ。1956年学習院大学政経学部政治学科卒業。共同通信社に入社。
1961年から1963年までチトー大統領の招待でユーゴスラビアに留学、ベオグラード新聞研究所第1回卒業生となる。
共同通信社会部次長、外信部次長、ジュネーヴ支局長、ロサンゼルス支局長、国際局次長、共同通信社役員待遇、ジャパンビジネス広報センター総支配人、共同通信社特別顧問、共同通信社国際スポーツ報道顧問、日本パブリック・リレーションズ協会理事および長野オリンピック組織委員会メディア責任者、国際オリンピック委員会報道委員会委員、学習院桜友会機関誌（季刊）編集長などを歴任した。
いくつかの会社の顧問などを務めながら、フリージャーナリストとして著書出版・講演活動を行う。
2017年（平成29年）8月13日、多臓器不全のため死去。84歳没。

## 人物像
兄の橋本實によると、「戦争中は日光、岡山等に疎開した。岡山では吉備郡秦村字秦下（現･総社市）の親類宅から秦村国民学校に通った。兄實と2人、しばしば深夜に部屋をしのび出て畑に匍匐前進し、熟れたスイカを盗み取った」という。

### 「ご学友」として
上皇明仁とはいわゆる「ご学友」であった。
学習院高等科在学中、同級生だった当時皇太子の上皇明仁から銀座に行きたいと相談され、「今宵、殿下を目白の方にご案内したい。」と皇太子側近を騙し、同級生で出雲国造家出身の千家崇彦と3人で銀座に繰り出し大騒ぎとなる（いわゆる「銀ブラ事件」）。
皇太子の成婚の際には、「柳行李一つで来てください」という皇太子の言葉が決め手となったと報道されたが、これは橋本の創作であったといい、のちに上皇明仁が自ら否定した。
皇室典範改正問題については、女系天皇容認の立場で論陣を張った。
また『文藝春秋』・『諸君!』等の雑誌に皇室関連の論考を発表した。

## 家族・親族

### 橋本家

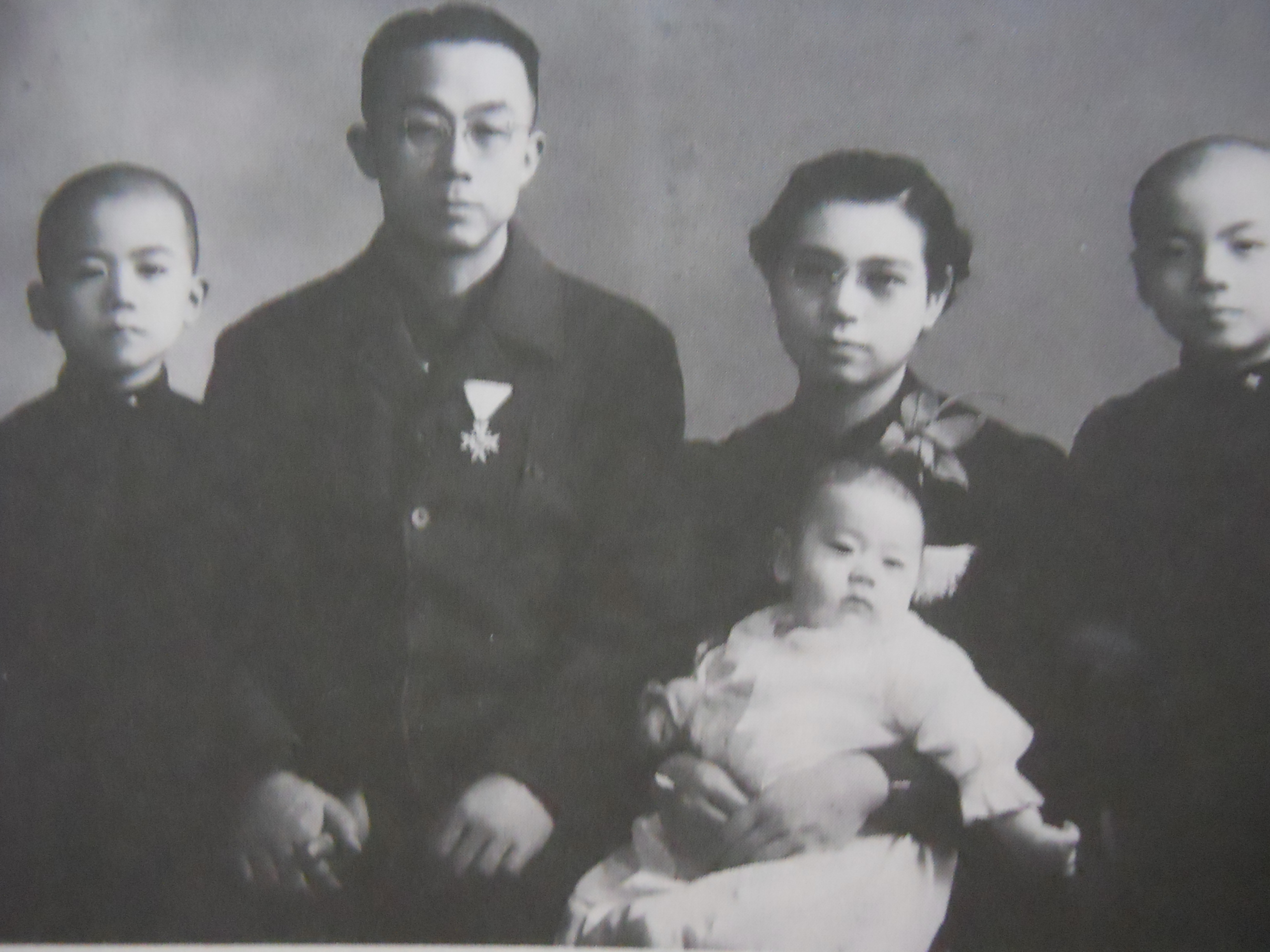
左から明、父・乾三、母・千代に抱かれる弟・宏、兄・實

（岡山県総社市、東京都渋谷区、神奈川県鎌倉市）

実家
- 父・乾三（検事）

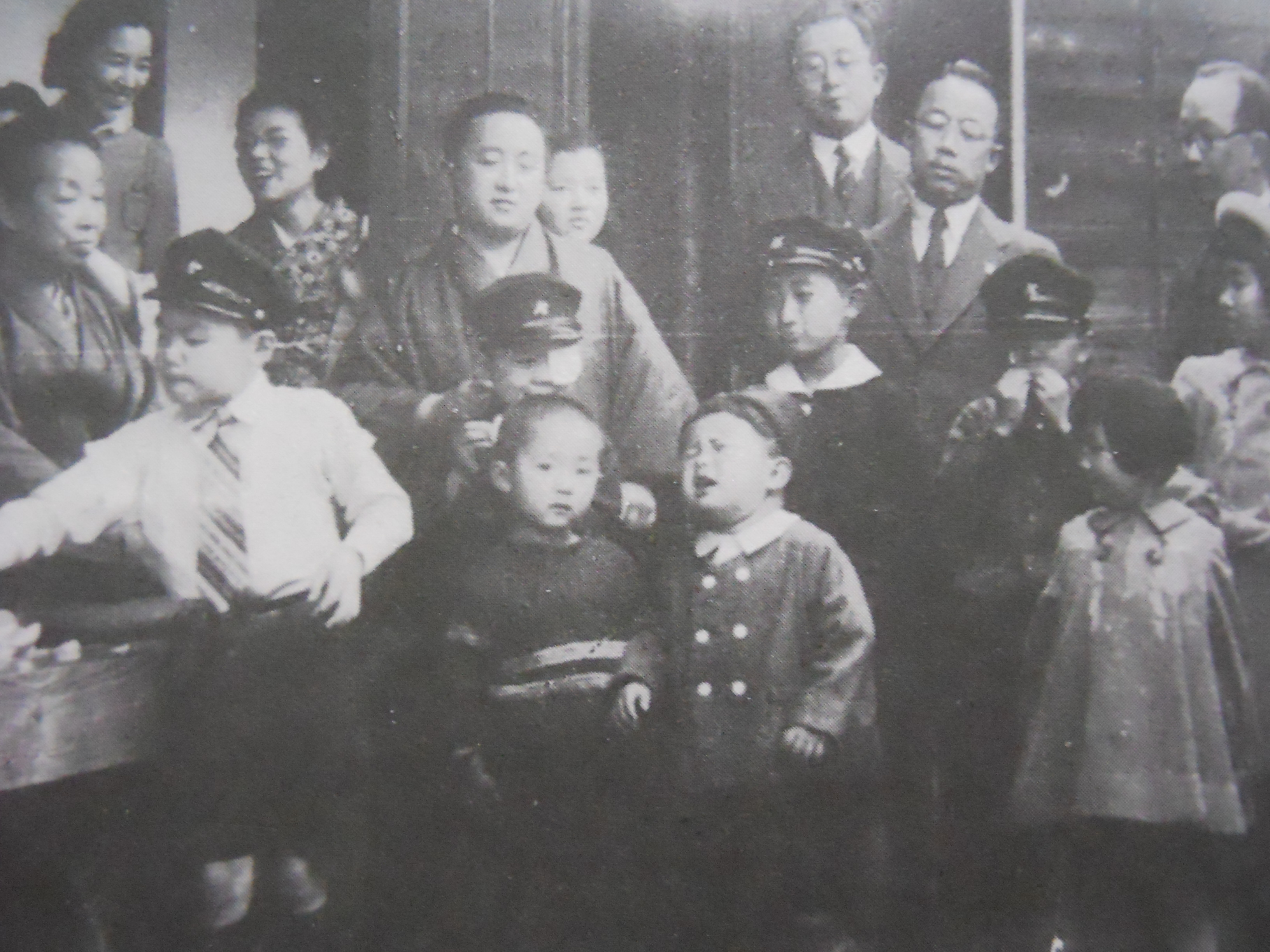
眼帯をしている少年が橋本明
（橋本家の人々、1941年）

- 母・千代（大分県、軍人・陸軍中将三好一長女）
- 兄・實（実業家）
- 弟・宏（官僚・外務報道官､シンガポール大使）

自家
- 妻、長男、長女

他家
おじには、東京高等工業学校長、科学技術庁金属材料研究所初代所長などを務めた冶金学の橋本宇一、戦艦大和に搭載した電波探知機開発に参加した海軍大佐の橋本宙二、厚生大臣、文部大臣などを歴任した橋本龍伍、元東北大教授の橋本虎六などがいる。

## 著書
- 『平成の天皇』（文藝春秋、1989年）
- 『昭和抱擁 天皇あっての平安 戦後50年・年譜の裏面史』（日本教育新聞社、1998年）
- 『美智子さまの恋文』（新潮社、2007年／新潮文庫、2009年）

- 『平成皇室論 次の御代へむけて』（朝日新聞出版、2009年）
- 『知られざる天皇明仁』（講談社、2016年）

皇室以外
- 『チトー』（恒文社、1967年）
- 『棄民たちの戦場 米軍日系人部隊の悲劇』（新潮社、2009年）
- 『共に生きる Asia Living Together ブルネイ前首相ペンギラン・ユスフと「ヒロシマ」』（財界研究所、2011年）
- 『韓国研究の魁―崔書勉 日韓関係史を生きた男』（未知谷、2017年）

## 訳書
- 『オリンピック革命 サマランチの挑戦』 （ベースボール・マガジン社・1992年）デヴィッド・ミラー著